# David II (catolicós patriarca de Georgia)
David II (en georgiano: დავით II, Davit 'II) fue el catolicós patriarca de Georgia del siglo XV, consagrado en 1426. Fue el cuarto hijo del rey Alejandro I de Georgia y de su segunda esposa Tamar de Imericia.
No existe un consenso académico sobre la duración del mandato de David II, ya que algunos historiadores, como Miguel Tamarati, colocan a tres catolicós diferentes llamados David: David II o III (1426-1428), David III o IV (1435-1439) y David IV o V (1447-1457) —en el transcurso del siglo XV, la cronología también aceptada por la Iglesia ortodoxa de Georgia. Otros, especialmente Cyril Toumanoff, ven en estos tres nombres una y la misma persona, un hijo de Alejandro I. La confusión surge de los tres grupos cronológicos de documentos, mientras que la inconsistencia en los números después de los nombres de los catolicós se debe a que algunos historiadores, como Tamarati, omiten al catolicós David de 859-861.
Según Toumanoff, David, nacido hacia 1417, fue destinado por su padre a la carrera eclesiástica a una edad temprana y se convirtió, o fue designado para convertirse, en catolicós en 1426. En opinión de Toumanoff, su mandato duró hasta su muerte en 1457, mientras que los otros dos catolicós contemporáneos, Teodoro y Shio, mencionados en los años 1427-1434 y 1440-1446, respectivamente, fueron sus Locum tenens con el título de catolicós cuando David era todavía muy joven y antes de que él mismo accediera al primado de la iglesia georgiana hacia 1447.